# Bubon de Grabfeldgau
Bubon de Grabfeldgau (763-795) est un noble franc issu de la famille des Robertiens.
Il est le fils d'Heimrich et le frère d'Heimrich.
Il est un des précurseurs de la maison de Babenberg.

## Filiation supposée
- Robert Ier de Hesbaye
  - Thurimbert
    - ...
      - Capétiens

  - Cancor
    - Heimrich (740-795)
      - Bubon de Grabfeldgau
      - Heimrich (765-812)
        - Poppo de Grapfeld
          - Henri de Babenberg